# Fenomen fi de color
El fenomen fi de color és una il·lusió perceptiva en la qual una sensació de moviment és produïda per una successió d'imatges fixes. L'efecte fi de color és una variació més complexa del fenomen phi i fou primerament descrita pels psicòlegs Paul Kolers i Michael von Grünau. Aquesta il·lusió consisteix en una distorsió dels estímuls sensorials, la qual cosa revela molta informació sobre la interpretació i organització que el cervell realitza a partir de les dades de l'exterior. A partir de l'estudi d'aquest fenomen, així doncs, els científics són capaços de descobrir com funciona la ment humana a l'hora d'informar-nos pel que fa a l'ambient. A part de proporcionar noves formes de recerca relacionada amb les capacitats humanes, aquest fenomen també entreté la gent, cosa que reflecteix completament la curiositat cognitiva que forma part de la naturalesa humana.

## Història i descobriment
El fenomen fi de color es basa principalment en el moviment beta, que a la vegada resulta cabdal per tal de comprendre l'efecte fi. En el moviment beta, dues o més imatges idèntiques ubicades en àrees diferents són mostrades de forma seqüencial, creant una il·lusió en la qual sembla que l'objecte o la forma de la imatge es mogui d'una posició a una altra.
A partir dels descobriments i la recerca desenvolupada per Max Wertheimer a principis del segle xx, el filòsof Nelson Goodman es va preguntar si aquest sentit del moviment persistiria si les dues imatges alternes fossin de colors diferents. A més, però, també va qüestionar-se què succeiria amb la percepció del color de l'objecte. Intrigats per aquests aspectes, els psicòlegs Paul Kolers i Michael von Grunau van investigar els efectes del color tot relacionant-los amb el moviment beta. Gràcies al desenvolupament d'experiments i l'estudi posterior dels resultats, van identificar l'efecte mencionat i el van anomenar tal com el coneixem avui en dia.
L'exemple clàssic d'aquest fenomen requereix que un espectador observi una pantalla sobre la qual l'experimentador projectarà dues imatges successives. La primera imatge mostra un punt blau a la part superior del fotograma, i la segona, en canvi, consisteix en un punt vermell a la part inferior. Les imatges poden ser ensenyades ràpidament, i també se'ls pot donar diversos segons de temps de visualització a cadascun dels fotogrames. Un cop les dues imatges hagin estat projectades, l'experimentador demanarà als subjectes de prova que expliquin allò que han vist.
Amb determinades combinacions d'espaiat i cronometratge entre les dues imatges, l'espectador tindrà certa sensació de moviment en l'espai existent entre els dos punts: segons aquest, així doncs, el primer dels punts començarà aparentment a desplaçar-se i, tot seguit, "canviarà sobtadament el color enmig del seu camí il·lusori".

## Explicació del fenomen
Tal com ha estat prèviament explicat, el fenomen fi de color és experimentat de manera molt similar al moviment beta. En l'exemple clàssic de moviment beta, l'espectador experimenta una sensació de moviment de l'objecte d'una posició a una altra. Així doncs, amb el fenomen fi de color, l'espectador també percep que l'objecte canvia bruscament de color enmig del seu camí il·lusori.
Un dels aspectes més intrigants d'aquest fenomen és, precisament, la darrera característica: els espectadors denuncien un canvi de color a mig camí entre les dues imatges intermitents, és a dir, abans que es mostri la segona imatge. Lògicament, és impossible que un subjecte experimenti el canvi de color abans que s'hagi presentat el segon punt. D'altra banda, però, alguns psicòlegs han defensat que això no hauria de sorprendre a ningú. De fet, Hoffman va assenyalar que la nostra percepció és una construcció i, per tant, no és inusual una construcció que difereixi de l'estimulació física real:
No és diferent. Construeixes l'espai tridimensional que observes, crees els moviments que veus en aquest espai i, aleshores, construeixes la seqüència temporal dels esdeveniments que veus. En aquest sentit, l'espai i el temps són pràcticament iguals: els construeixes tots dos. Si el que construeixes no coincideix amb les propietats reals dels fotòmetres, rellotges i regles, no és cap sorpresa. Això, de fet, sempre succeeix. I és per això que habites en un món visual molt més ric, i tens interaccions molt més flexibles i intel·ligents amb aquest món que no pas un fotòmetre o un rellotge. No és que t’hagis equivocat perquè no coincideixes amb el fotòmetre i el rellotge, sinó que el fotòmetre i el rellotge no són prou sofisticats per veure què fas.
El filòsof Daniel Dennett, conegut pels seus estudis sobre la consciència i pel seu treball sobre la intencionalitat, la intel·ligència artificial i el lliure albir, ha postulat teories sobre com és possible un fenomen com el que ha estat prèviament explicat. Dennett descarta tant la idea que la memòria s'alteri per incloure un canvi de color després que el segon color es mostri, com la idea que els records s'emmagatzemen breument fins que s'editen i prenen consciència. El filòsof, en canvi, presenta una teoria de la consciència anomenada Multiple Drafts Model, la qual parteix del fenomen del color fi i, tot i ser aparentment bastant complexa, és sovint posada en dubte pels crítics pel seu caràcter vague. Alguns filòsofs i científics, malgrat això, suggereixen que els avenços futurs en tècniques d'imatges cerebrals podran deixar clar com processa el cervell la informació i explicar per què existeixen fenòmens com aquest.